# Primera División (Uruguay) 1961
Die Saison 1961 der Primera División war die 58. Spielzeit (die 30. der professionellen Ära) der höchsten uruguayischen Spielklasse im Fußball der Männer, der Primera División.
Die Primera División bestand in der Meisterschaftssaison des Jahres 1961 aus zehn Vereinen, deren Mannschaften in den insgesamt 90 Meisterschaftsspielen jeweils zweimal aufeinandertrafen. Es fanden 18 Spieltage statt. Die Meisterschaft gewann Peñarol Montevideo als Tabellenerster vor Nacional Montevideo und dem Club Atlético Defensor als Zweitem und Drittem der Saisonabschlusstabelle. Als Verlierer der zwischen dem Tabellenletzten Centro Atlético Fénix und dem Tabellenvorletzten Montevideo Wanderers ausgetragenen Relegations-Playoffs stiegen nach zwei Niederlagen die Wanderers aus der Primera División in die Segunda División ab. Torschützenkönig wurde mit 18 Treffern Alberto Spencer.

## Jahrestabelle
| Pl. | Verein                    | Sp. | S  | U  | N  | Tore    | Diff. | Punkte |
| --- | ------------------------- | --- | -- | -- | -- | ------- | ----- | ------ |
| 1.  | Peñarol Montevideo (M)    | 18  | 13 | 4  | 1  | 051:220 | +29   | 30     |
| 2.  | Nacional Montevideo       | 18  | 13 | 1  | 4  | 039:160 | +23   | 27     |
| 3.  | Club Atlético Defensor    | 18  | 9  | 5  | 4  | 035:270 | +8    | 23     |
| 4.  | Danubio FC (N)            | 18  | 6  | 5  | 7  | 025:310 | −6    | 17     |
| 5.  | CA Cerro                  | 18  | 3  | 10 | 5  | 024:260 | −2    | 16     |
| 6.  | Racing Club de Montevideo | 18  | 5  | 5  | 8  | 030:450 | −15   | 15     |
| 7.  | Rampla Juniors            | 18  | 6  | 3  | 9  | 025:280 | −3    | 15     |
| 8.  | Liverpool FC              | 18  | 3  | 8  | 7  | 023:300 | −7    | 14     |
| 9.  | Montevideo Wanderers      | 18  | 3  | 6  | 9  | 023:350 | −12   | 12     |
| 10. | Centro Atlético Fénix     | 18  | 3  | 5  | 10 | 026:410 | −15   | 11     |

| (M) | Meister der vorangegangenen Saison  |
| (N) | Aufsteiger aus der Segunda División |

## Relegationsspiele zur Ermittlung des Absteigers
- Centro Atlético Fénix - Montevideo Wanderers 4:0
- Centro Atlético Fénix - Montevideo Wanderers 3:2